# Przedsiębiorstwo Komunikacji Miejskiej Czechowice-Dziedzice

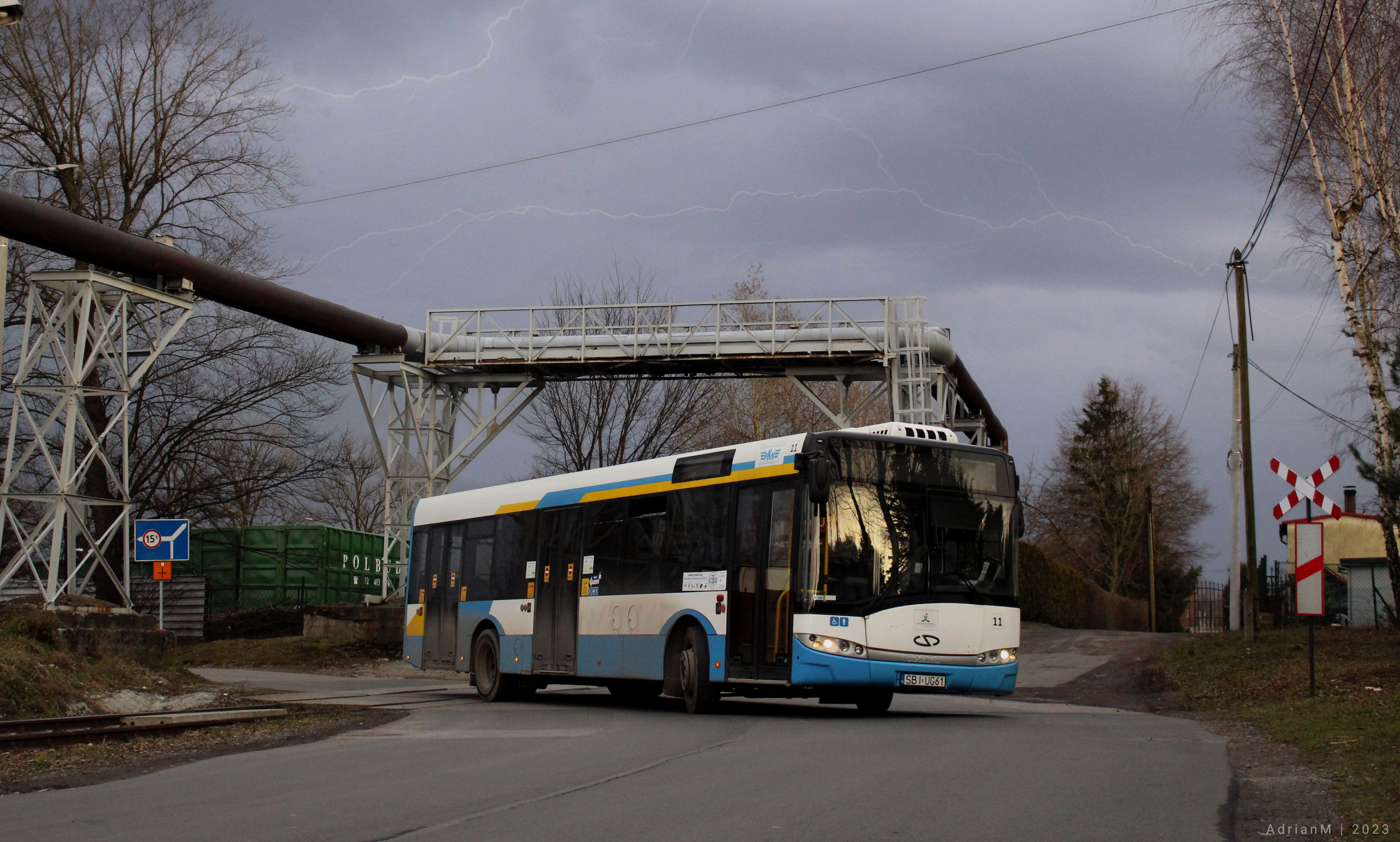
Solaris Urbino 12 III #11 PKM Czechowice- Dziedzice podczas przejazdu technicznego.

PKM Czechowice-Dziedzice (Przedsiębiorstwo Komunikacji Miejskiej w Czechowicach-Dziedzicach sp. z o.o.) działa od 1 lipca 1980 roku.

## Historia
Zakład działał wcześniej jako oddział Zakładu Komunikacyjnego nr 7 w Tychach, który wchodził w skład Wojewódzkiego Przedsiębiorstwa Komunikacji w Katowicach. Na początku działalności do Czechowic-Dziedzic trafiły eksploatowane wcześniej autobusy WPK. Końcem roku 1980 trafiły 4 nowe autobusy marki Ikarus 260. Początkowo obsługiwanych było 5 linii. Z upływem lat przybyły 3 linie. W 1991 roku z Wojewódzkiego Przedsiębiorstwa Komunikacji wyodrębnił się czechowicki PKM. 1 lipca 1997 roku uchwałą Rady Gminy przekształcono państwowy PKM Czechowice-Dziedzice na zakład budżetowy, a 31 grudnia 2013 roku został przekształcony w spółkę z ograniczoną odpowiedzialnością.

## Spis linii
| Linia | Trasa przejazdu | Uwagi                                                                                             |
| ----- | --- | ------------------------------------------------------------------------------------------------- |
| 1     | Miliardowice - Miliardowicka (powrót: Miliardowicka - Powstańców Śląskich - Nowy Świat) - Sikorskiego - Waryńskiego - Legionów - Węglowa - DK1 - Legionów - Młyńska - Zielona - Kolejowa - Czechowice-Dziedzice Dworzec PKP - Niepodległości - Legionów - Bestwińska - Czechowice-Dziedzice Kontakt                                                                                                 | Wybrane kursy ulicą Szkolną, niektóre kursy do "Kontaktu"                                         |
| 1s    | Ligota Skrzyżowanie - Bronowska - Czyża - ks. Kunza - Graniczna - Nowy Świat - Miliardowicka - Sikorskiego - Waryńskiego - Legionów - Młyńska - Zielona - Kolejowa - Czechowice-Dziedzice Dworzec PKP - Towarowa - Traugutta - Wyspiańskiego - Szkolna - Węglowa - Górnicza - Czechowice-Dziedzice Silesia                                                                                          | Kursuje w dni nauki szkolnej jeden kurs pomija pętlę w Bronowie (ul. Czyża)                       |
| 2     | Świerkowice - Lipowska - Legionów - Łukasiewicza - Prusa - Barlickiego - Słowackiego - Towarowa - Czechowice-Dziedzice Dworzec PKP - Towarowa - Traugutta - Wyspiańskiego - Michałowicza - Czechowice-Dziedzice Silesia | Kursuje od poniedziałku do piątku                                                                 |
| 3     | Czechowice-Dziedzice Górne - Kopernika - DK1 - Mazańcowicka - Kotulińskiego - Zamkowa - Lipowska - Legionów - Niepodległości - Czechowice-Dziedzice Dworzec PKP - Towarowa - Traugutta - Wyspiańskiego - Szkolna - Węglowa - Górnicza - Czechowice-Dziedzice Silesia | Wybrane kursy przez ul. Prusa, Barlickiego i Świerkowice                                          |
| 4     | Czechowice-Dziedzice Górne - Kopernika - DK1 - Mazańcowicka - Kotulińskiego - Kopernika - Łukasiewicza - Prusa - Niepodległości - Czechowice-Dziedzice Dworzec PKP | Kursuje w dni nauki szkolnej. Jeden kurs przez Świerkowice                                        |
| 5     | Bielsko-Biała Marbet (PKP Komorowice) - Konwojowa - Grażyńskiego - Orzeszkowej - Legionów - Łukasiewicza - Prusa - Barlickiego - Słowackiego - Towarowa - Czechowice-Dziedzice Dworzec PKP - Towarowa - Traugutta - Wyspiańskiego - Szkolna - Michałowicza - Szkolna - Węglowa - Górnicza - Czechowice-Dziedzice Silesia                                                                            |                                                                                                   |
| 6     | Bronów - Czyża - Bronowska (powrót: Bronowska - ks. Kunza - Graniczna - ks. Kunza - Czyża) - Zabrzeska - Czechowicka - Ligocka - Mazańcowicka - Legionów - Młyńska - Zielona - Kolejowa - Czechowice-Dziedzice Dworzec PKP |                                                                                                   |
| 6s    | Burzej Szkoła - Czechowicka - Ligocka - Mazańcowicka - Legionów - Młyńska - Zielona - Kolejowa - Czechowice-Dziedzice Dworzec PKP | Linia zlikwidowana                                                                                |
| VII   | Bielsko-Biała Warszawska - 3 maja - Wałowa - Piłsudskiego - Komorowicka - Mazańcowicka - Katowicka - Legionów - Niepodległości - Czechowice-Dziedzice Dworzec PKP - Towarowa - Traugutta - Wyspiańskiego - Szkolna - Węglowa - Górnicza - Czechowice-Dziedzice Silesia | Niektóre kursy przez CH Stara Kablownia                                                           |
| 8     | Miliardowice - Miliardowicka (powrót: Miliardowicka - Powstańców Śląskich - Nowy Świat) - Sikorskiego - Zabrzeska - Czechowicka - Ligocka - DK1 - Mazańcowicka - Kotulińskiego - Kopernika - Łukasiewicza - Prusa - Barlickiego - Słowackiego - Towarowa - Czechowice-Dziedzice Dworzec PKP - Kolejowa - Zielona - Młyńska - Legionów - Szkolna - Węglowa - Górnicza - Czechowice-Dziedzice Silesia | Kursuje od poniedziałku do piątku. Nie kursuje od 1.07 do 31.08                                   |
| 9     | Czechowice-Dziedzice Silesia - Górnicza - Drzymały - Traugutta - Towarowa - Czechowice-Dziedzice Dworzec PKP |                                                                                                   |
| X     | Zabrzeg Poczta - Miliardowicka - Powstańców Śląskich - Graniczna - ks. Kunza - Bronowska - Ligota Bielska - Mazańcowice Ligocka - Mazańcowice Komorowicka - Bielsko Mazańcowicka- Bielsko Katowicka - Bielsko Węglowa - Bielsko Warszawska Bielsko-Biała Warszawska Dworzec | Kursuje od poniedziałku do piątku Niektóre kursy z Bielska wydłużone do Dworca PKP w Czechowicach |
| C     | Czechowice Dziedzice Górne - Kopernika - DK1 - Mazańcowicka - Kotulińskiego - Kopernika - Legionów - Niepodległości - Dworzec PKP - Kolejowa - Zielona - Młyńska - Legionów - Szkolna - Wyspiańskiego - Traugutta - Węglowa - Górnicza - Czechowice-Dziedzice Silesia | Kursuje w okresie Wszystkich Świętych                                                             |

## Tabor
| Typ Autobusu                                                        | Numer                              | | Rok produkcji                      | Eksploatacja                                                                       |
| ------------------------------------------------------------------- | ---------------------------------- | --- | ---------------------------------- | ---------------------------------------------------------------------------------- |
| Solaris Urbino 10 III                                               | 01                                 | przewóz osób na wózkach · Internet bezprzewodowy · ładowarki USB                                         | 2009                               | od 2009                                                                            |
| Solaris Urbino 10 III                                               | 02                                 | przewóz osób na wózkach · Internet bezprzewodowy · ładowarki USB                                         | 2010                               | od 2010                                                                            |
| Solaris Urbino 12 III                                               | 03                                 | przewóz osób na wózkach · Internet bezprzewodowy · klimatyzacja przestrzeni pasażerskiej · ładowarki USB | 2012                               | od 2023                                                                            |
| Solaris Urbino 18 electric IV                                       | 04                                 | przewóz osób na wózkach · Internet bezprzewodowy · klimatyzacja przestrzeni pasażerskiej · ładowarki USB | 2022                               | od 2022                                                                            |
| Solaris Urbino 18 electric IV                                       | 05                                 | przewóz osób na wózkach · Internet bezprzewodowy · klimatyzacja przestrzeni pasażerskiej · ładowarki USB | 2022                               | od 2022                                                                            |
| Solaris Urbino 12 III                                               | 06                                 | przewóz osób na wózkach · Internet bezprzewodowy · ładowarki USB                                         | 2008                               | od 2008                                                                            |
| Solaris Urbino 12 III                                               | 07                                 | przewóz osób na wózkach · Internet bezprzewodowy · klimatyzacja przestrzeni pasażerskiej · ładowarki USB | 2014                               | od 2024                                                                            |
| Solaris Urbino 12 III                                               | 08                                 | przewóz osób na wózkach · Internet bezprzewodowy · ładowarki USB                                         | 2010                               | od 2010                                                                            |
| Ikarus 260.59e                                                      | 09                                 | Internet bezprzewodowy                                                                                   | 1997                               | 1997-2018 Od 2018r. pojazd wpisany do rejestru zabytków. Niewykorzystywany liniowo |
| Solaris Urbino 12 III                                               | 11                                 | przewóz osób na wózkach · Internet bezprzewodowy · ładowarki USB                                         | 2008                               | od 2008                                                                            |
| Solaris Urbino 12 III                                               | 12                                 | przewóz osób na wózkach · Internet bezprzewodowy · ładowarki USB                                         | 2010                               | od 2010                                                                            |
| Solaris Urbino 12 III                                               | 13                                 | przewóz osób na wózkach · Internet bezprzewodowy · ładowarki USB                                         | 2010                               | od 2010                                                                            |
| Solaris Urbino 12 III                                               | 22                                 | przewóz osób na wózkach · Internet bezprzewodowy · ładowarki USB                                         | 2007                               | od 2007                                                                            |
| Solaris Urbino 12 IV                                                | 32                                 | przewóz osób na wózkach · Internet bezprzewodowy · klimatyzacja przestrzeni pasażerskiej · ładowarki USB | 2017                               | od 2017                                                                            |
| Solaris Urbino 12 IV                                                | 33                                 | przewóz osób na wózkach · Internet bezprzewodowy · klimatyzacja przestrzeni pasażerskiej · ładowarki USB | 2017                               | od 2017                                                                            |
| Solaris Urbino 12 IV                                                | 34                                 | przewóz osób na wózkach · Internet bezprzewodowy · klimatyzacja przestrzeni pasażerskiej · ładowarki USB | 2017                               | od 2017                                                                            |
| Solaris Urbino 12 IV                                                | 35                                 | przewóz osób na wózkach · Internet bezprzewodowy · klimatyzacja przestrzeni pasażerskiej · ładowarki USB | 2017                               | od 2017                                                                            |
| Solaris Urbino 12 IV Hybrid                                         | 36                                 | przewóz osób na wózkach · Internet bezprzewodowy · klimatyzacja przestrzeni pasażerskiej · ładowarki USB | 2018                               | od 2018                                                                            |
| Solaris Urbino 12 IV Hybrid                                         | 37                                 | przewóz osób na wózkach · Internet bezprzewodowy · klimatyzacja przestrzeni pasażerskiej · ładowarki USB | 2018                               | od 2018                                                                            |
| Solaris Urbino 12 IV Hybrid                                         | 38                                 | przewóz osób na wózkach · Internet bezprzewodowy · klimatyzacja przestrzeni pasażerskiej · ładowarki USB | 2018                               | od 2018                                                                            |
| Wszystkie pojazdy                                                   | Wszystkie pojazdy                  | Wszystkie pojazdy                                                                                        | Wszystkie pojazdy                  | 20                                                                                 |
| Procent autobusów niskopodłogowych                                  | Procent autobusów niskopodłogowych | Procent autobusów niskopodłogowych                                                                       | Procent autobusów niskopodłogowych | 100%                                                                               |
| źródło: Przedsiębiorstwo Komunikacji Miejskiej Czechowice-Dziedzice |                                    | |                                    |                                                                                    |